# Wittenhagen
Wittenhagen – gmina w Niemczech, wchodząca w skład urzędu Miltzow w powiecie Vorpommern-Rügen, w kraju związkowym Meklemburgia-Pomorze Przednie.